# Liceo Mutante
El Liceo Mutante es una asociación cultural y sala de conciertos de Pontevedra (España) creada en 2011 y situada hasta 2022 en el barrio de Mollavao.

## Historia
El Liceo Mutante fue fundado el 27 de julio de 2011 por un grupo de profesionales de Pontevedra que regresaron a su ciudad natal después de estudiar en diferentes regiones de España.
Con el fin de incrementar la oferta cultural de Pontevedra alquilaron un local en el barrio de Mollavao y crearon una sociedad cultural independiente, autogestionada y sin ánimo de lucro, sin ayudas, subvenciones ni patrocinios oficiales.
En la salase han dado cita diferentes grupos de rock alternativo o artistas de lugares tan dispares como Reino Unido (Howie),Alemania (Kishote), Francia (Shrimpcase)o Madrid (Descubriendo a Mister Mime).
El Liceo Mutante se ha convertido en un referente en Galicia y España.

## Descripción
El Liceo Mutante tiene como objetivo ofrecer una alternativa a las propuestas culturales privadas que existen en la ciudad mediante la creación de un espacio autogestionado. La asociación ofrece, entre otras actividades, conciertos de música independiente y alternativa, proyecciones de cine,talleres y sesiones de serigrafía.
Tiene más de 7000 socios que participan con una suscripción anual gracias a la cual continúa la actividad de la asociación.
La organización se reúne todos los meses en asamblea y forma comités encargados de gestionar cada evento a organizar.

## Galería de imágenes

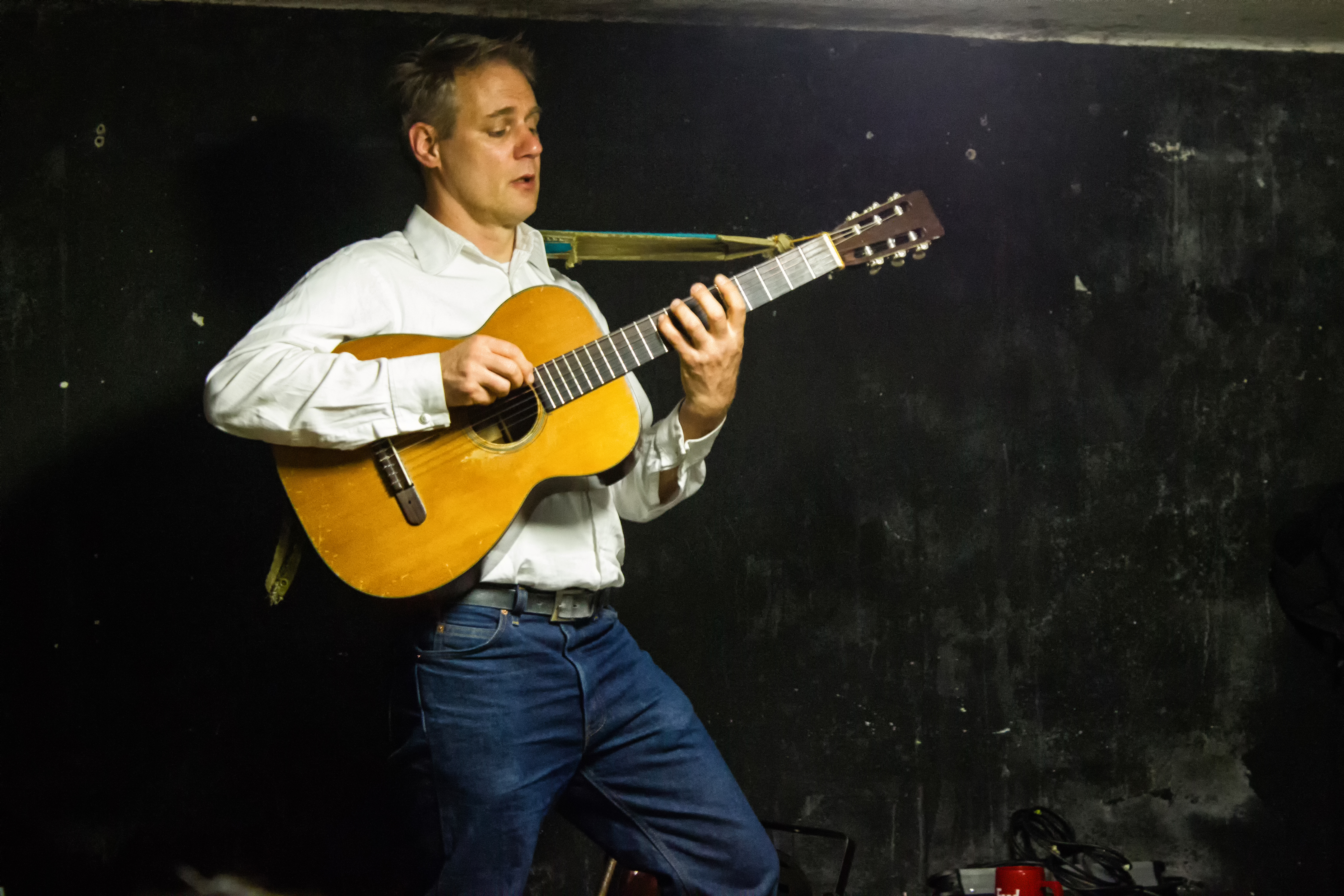
Calvin Johnson
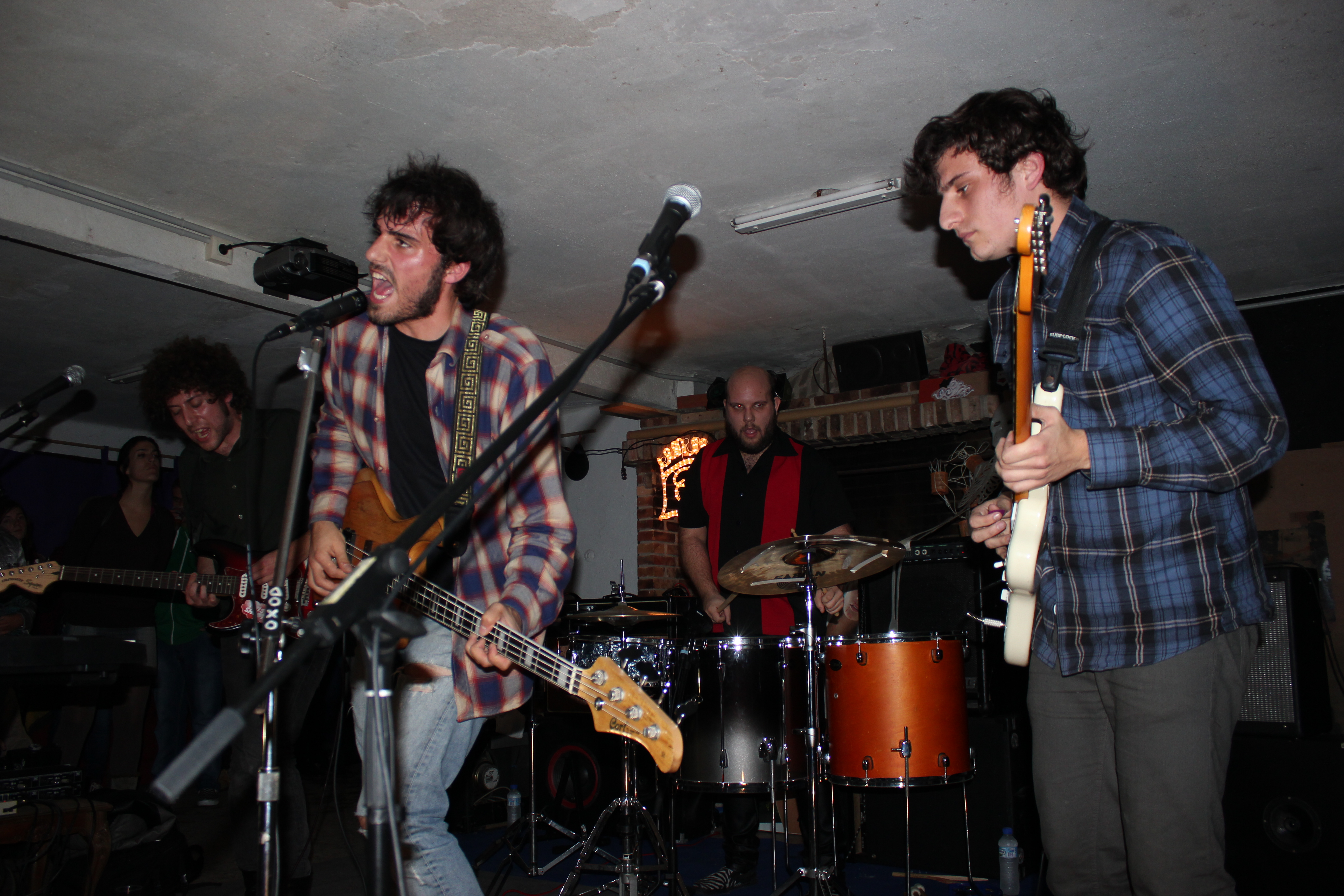
Téléphones rouges
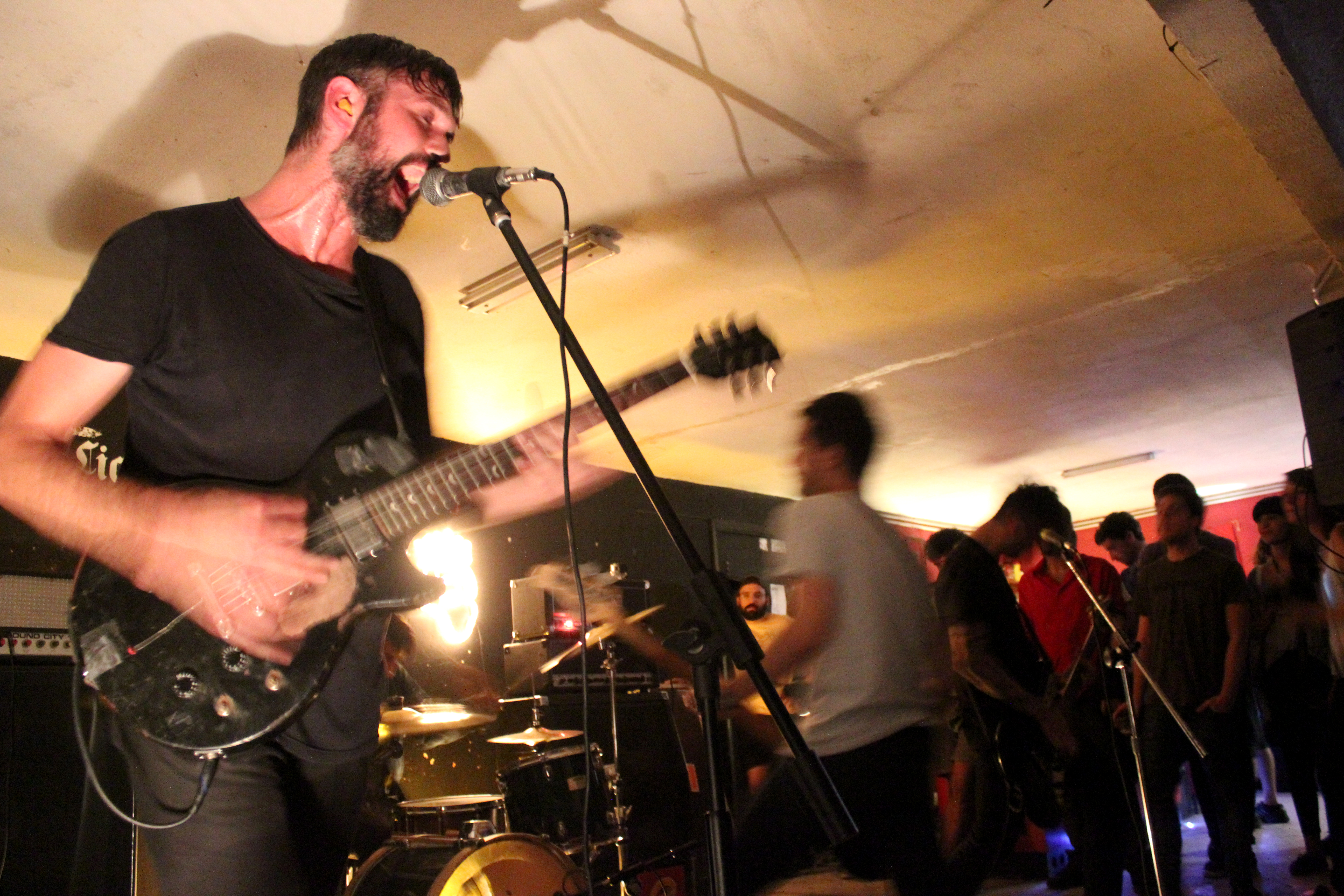
Loma Prieta
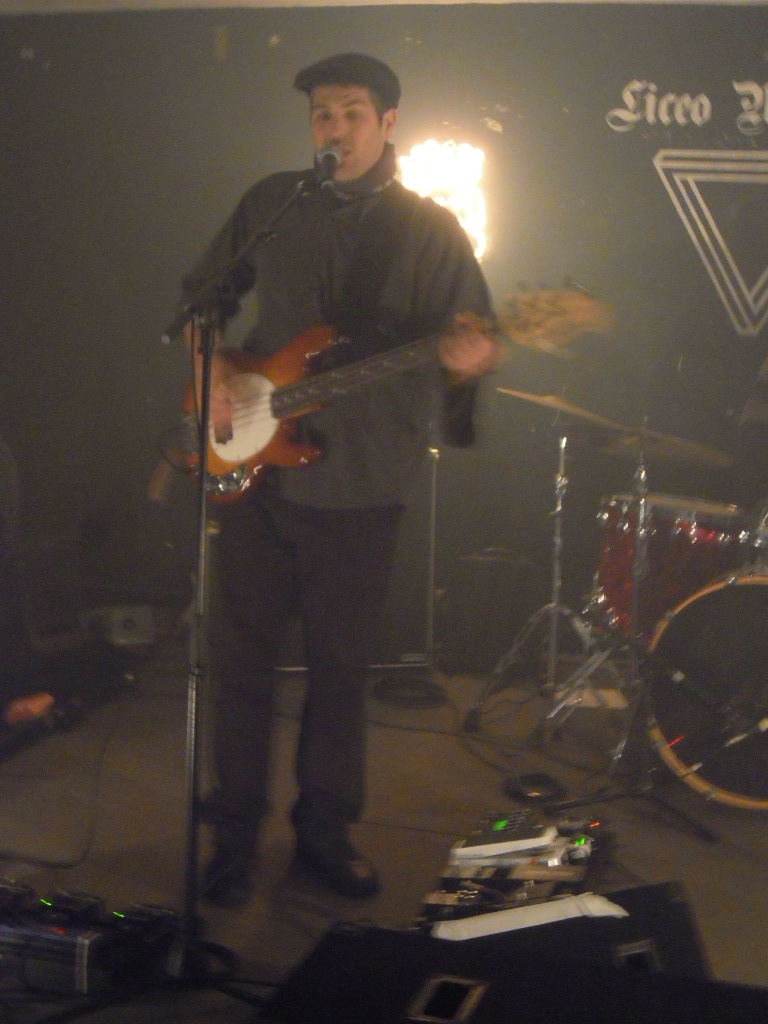
Xacobe Martínez Antelo
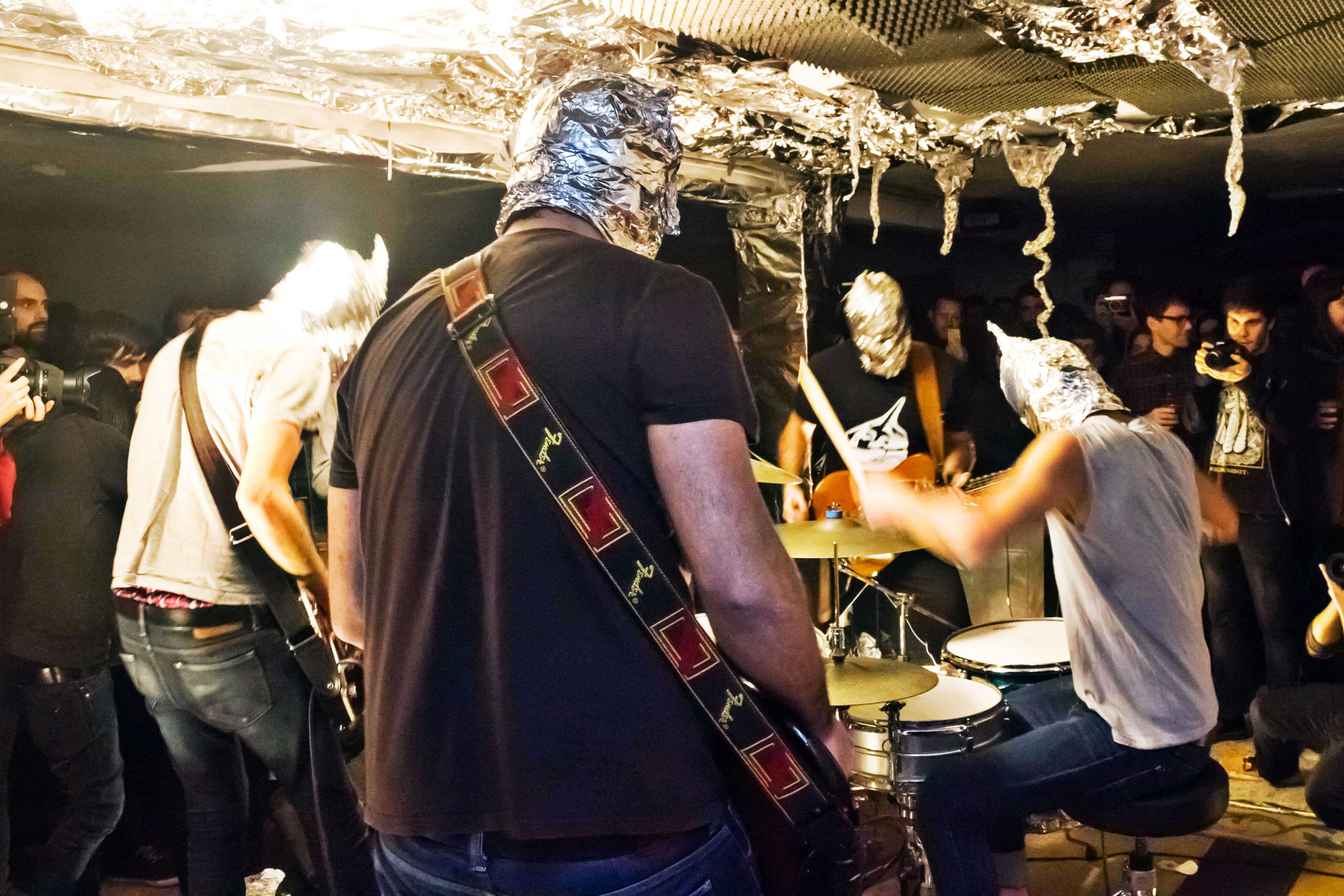
Unicorniobot
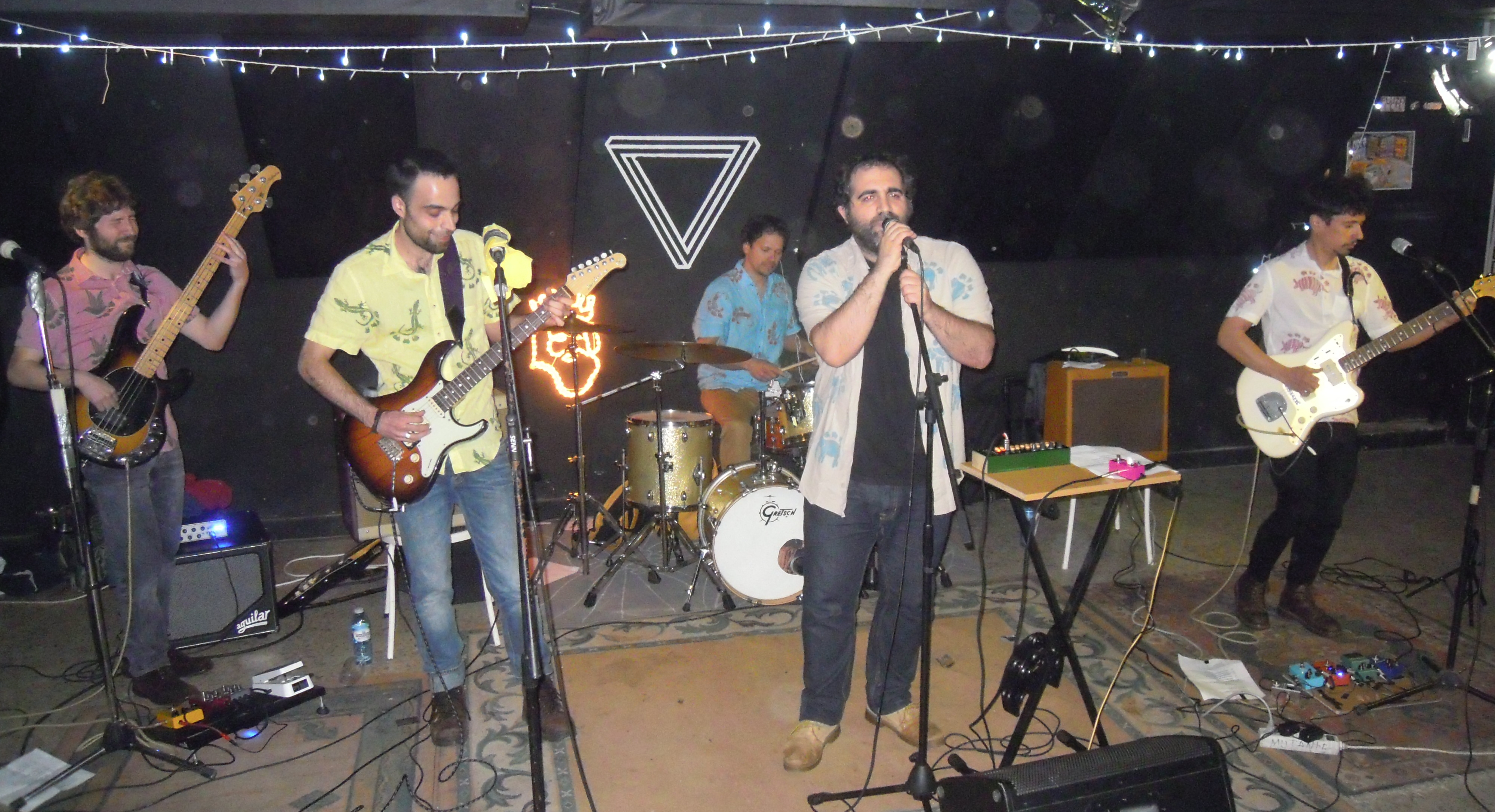
Ataque de escape
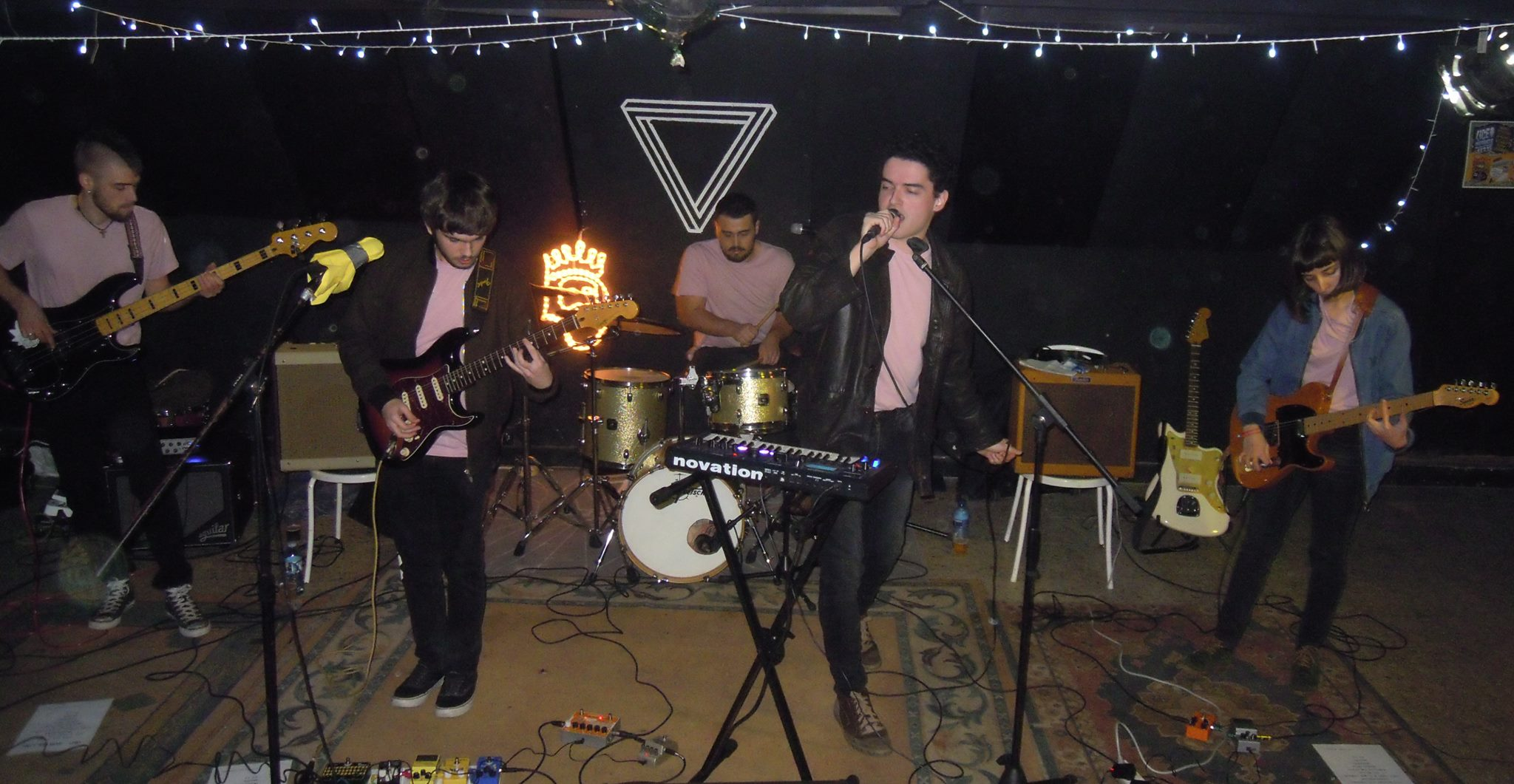
Oh! Ayatollah